# Wilhelm Troeltsch
Heinrich Wilhelm Troeltsch (* 27. Februar 1840 in Weißenburg; † 22. Dezember 1925 in Bonn) war Unternehmer und Mitglied des Deutschen Reichstags.

## Leben
Troeltsch wurde 1840 als Sohn des Gold- und Silbertressenfabrikanten Friedrich Troeltsch (1812–1888) und der Schultheißentochter Amalie Mathilde Mack (1813–1895) aus Heidenheim geboren. Er besuchte die Handelsschule in Nürnberg von 1850 bis 1854. Er lebte vom Jahre 1859 an in England und wurde 1862 an die Leitung eines der größten und bedeutendsten englischen Bank- und Exporthäuser (Briggs und Co.) in Alexandria berufen und 1865 zum ersten Direktor der Filiale der Imperial-Ottoman-Bank in Alexandria ernannt. Diese Stelle bekleidete er bis zum Juli 1872 und trat alsdann in das väterliche Fabrikgeschäft, welches unter der Firma Tröltsch und Hauselmann in Weißenburg seit 1766 eine Gold- und Silbermanufaktur betreibt, als Teilhaber ein. Seit dem Jahre 1876 war er Mitglied des Handels- und Gewerbegremiums und als dessen Vorstand auch Mitglied der Handels- und Gewerbekammer für Mittelfranken. 1872 errichtete er die Doerflervilla in Weißenburg.
Von 1890 bis 1893 war er Mitglied des Deutschen Reichstags für den Wahlkreis Mittelfranken 3 (Ansbach, Schwabach, Heilsbronn) und die Nationalliberale Partei. Er kandidierte erneut 1893 und bei der Ersatzwahl 1896 für die Nationalliberale Partei, konnte jedoch den Wahlkreis nicht ein zweites Mal gewinnen. Troeltsch zieht 1905 nach München um. 1914 wurde er zum Ehrenbürger Weißenburgs ernannt.
Er heiratete 1865 Adelheid Zoeppritz (1847–1930), die Tochter eines Heidenheimer Teppichfabrikanten. Sein einziger Sohn war der Nationalökonom Walter Troeltsch, dessen Enkel ist der hessische Politiker Walter Troeltsch.
Nach ihm ist in Weißenburg die Wilhelm-Troeltsch-Straße benannt.